# Themsensvärdet
Themsensvärdet (engelska: the Thames scramasax eller Seax of Beagnoth) är en anglosaxisk sax (eneggat svärd eller kniv) från 900-talet. Den hittades i den inre delen av Themsens mynningsvik vid Battersea i England 1857 och befinner sig för tillfället på British Museum i London. Vapnet tros ha tillhört överklassen, och är smyckad med utsirade mönster och inläggningar av koppar, mässing och silvertråd. På ena sidan finns den enda kända fullkomliga inristningen av det 28-typiga anglofrisiska runalfabetet, samt namnet "Beagnoþ" () i dessa runor. Man tror dessa fyllde ett magiskt syfte, och att namnet Beagnoth antingen syftar på svärdets ägare eller smeden som tillverkade det. Trots att många svärd från anglosaxarna och vikingarna hade inristningar av det latinska alfabetet på sina blad, eller runinristningar på hjalten eller svärdslidan, är Themsensvärdet en av de väldigt få fynd med en runinristning på dess klinga.

## Upptäckt
Henry J. Briggs, en arbetare, fann saxen nära Battersea tidigt 1857. Briggs sålde den till British Museum och den 21 maj 1857 var den på utställning vid Society of Antiquaries of London av August Wollaston Franks (en antikvarie verksam vid antikvitetsavdelningen i British Museum). Den sades då likna "scramaxen av Frankerna, av vilken exemplar är väldigt få i England; och bär en rad av runor inlagda i guld". Sedan dess har vapnet stundom kallats Thames scramasax, men begreppet scramasax (från fornlågfrankiska *scrâmasahs) har endast påträffats en gång i Frankerkrönikan (Historia Francorum) av Gregorius av Tours och meningen av prefixet scrama- är okänt. Därför föredras begreppet "långsax" (long seax) hellre för detta slag av vapen.

## Beskrivning
Saxen är en stålkniv med en enda skäregg och en lång avsmalnande spets. Den är 72,1 cm lång varav tångan utgör 17,0 cm och klingan 55,1 c. Tångan var troligtvis sammansatt med ett handtag som inte finns kvar.
Bladet är av hög kvalité, smyckad på båda eggar med mönster skapade genom att hamra in strimmor av virad koppar-, mässing- och silvertråd i fåror inskurna i bladet, samt inläggningar av trianglar och romber av koppar, mässing och silver. Konsten att inlägga trådar av metall för att skapa dekorativa mönster och inristningar var vida nyttjad på germanska och anglosaxiska saxar och spjuthuvuden från 800- och 900-talen och har hittats även på vikingasvärd från ungefär samma tid.
På båda sidor av saxen finns en djup mittenfåra som löper längs bladet. Ovanför denna finns en lång rektangulär panel inramad i toppen och botten med inlagd koppartråd. Panelen på saxens ena sida är dekorerat med ett mönster av romber i silver och koppar som kan ha ämnats att efterlikna mönstervällning. Panelen på andra sidan bär två runinristningar inlagda med mässing- och silvertråd. Skriften åt vänster utgör de 28 runorna av den anglosaxiska runraden eller futharken. Skriften åt höger, åtskild från runraden av ett fiskbensmönster i silver och mässing, är mansnamnet Beagnoþ (ᛒᛠᚷᚾᚩᚦ), vilket tros vara tillverkarens eller den ursprungliga ägarens namn.
|   |   |   |   |   |   |   |   |   |   |   |    |    |   |   |   |   |   |   |   |   |   |   |   |   |   |   |    |
| f | u | þ | o | r | c | ȝ | w | h | n | i | io | eo | p | x | s | t | b | e | ŋ | d | l | m | j | a | æ | y | ea |